# EBX1 - CD Singles Box Set 1
EBX1 - CD Singles Box Set 1 es una caja recopilatoria que incluye los cinco primeros sencillos, con todas las remezclas oficiales, correspondientes a la discografía de Erasure. Fue lanzado el 13 de diciembre de 1999.

## Contenido
EBX1 - CD Singles Box Set 1 contiene todas las remezclas oficiales de los cinco primeros sencillos de Erasure, incluyendo algunos que sólo habían aparecido en versiones no tan difundidas.

## Lista de canciones
| EBX1.1 – Who Needs Love (Like That) |                                                         |              |          |  |
| N.º                                 | Título                                                  | Escritor(es) | Duración |  |
| 1.                                  | «Who Needs Love (Like That)»                            | Vince Clarke | 3:08     |  |
| 2.                                  | «Push Me Shove Me»                                      | Vince Clarke | 3:03     |  |
| 3.                                  | «Who Needs Love (Like That)» (Legend mix)               | Vince Clarke | 5:49     |  |
| 4.                                  | «Push Me Shove Me» (Extended As Far As Possible mix)    | Vince Clarke | 4:08     |  |
| 5.                                  | «Who Needs Love (Like That)» (Instrumental Workout mix) | Vince Clarke | 3:19     |  |
| 6.                                  | «Who Needs Love (Like That)» (Mexican mix)              | Vince Clarke | 6:09     |  |
| 7.                                  | «Push Me Shove Me» (Tacos mix)                          | Vince Clarke | 5:45     |  |

| EBX1.2 – Heavenly Action |                                      |               |          |  |
| N.º                      | Título                               | Escritor(es)  | Duración |  |
| 1.                       | «Heavenly Action»                    | (ClarkeBell)  | 3:26     |  |
| 2.                       | «Don't Say No»                       | (Clarke/Bell) | 3:47     |  |
| 3.                       | «Heavenly Action» (12" mix)          | (Clarke/Bell) | 6:10     |  |
| 4.                       | «Don't Say No» (Instrumental)        | (Clarke/Bell) | 3:22     |  |
| 5.                       | «My Heart so Blue» (Incidental)      | Vince Clarke  | 3:47     |  |
| 6.                       | «Heavenly Action» (Yellow Brick mix) | (Clarke/Bell) | 6:46     |  |
| 7.                       | «Don't Say No» (Ruby Red mix)        | (Clarke/Bell) | 6:06     |  |

| EBX1.3 – Oh L'Amour |                                                |                     |          |  |
| N.º                 | Título                                         | Escritor(es)        | Duración |  |
| 1.                  | «Oh L'Amour»                                   | (ClarkeBell)        | 3:11     |  |
| 2.                  | «March On Down The Line»                       | (Clarke/Bell)       | 3:46     |  |
| 3.                  | «Oh L'Amour» (Re-mix)                          | (Clarke/Bell)       | 5:59     |  |
| 4.                  | «March On Down The Line» (12" mix)             | (Clarke/Bell)       | 6:08     |  |
| 5.                  | «Gimme! Gimme! Gimme!»                         | Andersson/Ulvaeus   | 3:56     |  |
| 6.                  | «Oh L'Amour» (Funky Sisters Say Ooh La La mix) | (Clarke/Bell)       | 7:16     |  |
| 7.                  | «Gimme! Gimme! Gimme!» (Remix)                 | (Andersson/Ulvaeus) | 4:54     |  |

| EBX1.4 – Sometimes |                           |               |          |  |
| N.º                | Título                    | Escritor(es)  | Duración |  |
| 1.                 | «Sometimes»               | (ClarkeBell)  | 3:41     |  |
| 2.                 | «Sexuality»               | (Clarke/Bell) | 4:13     |  |
| 3.                 | «Sometimes» (12" mix)     | (Clarke/Bell) | 5:18     |  |
| 4.                 | «Sexuality» (12" mix)     | (Clarke/Bell) | 6:47     |  |
| 5.                 | «Say What!» (Remix)       | (Clarke/Bell) | 7:23     |  |
| 6.                 | «Sometimes» (Shiver mix)  | (Clarke/Bell) | 5:53     |  |
| 7.                 | «Sexuality» (Private mix) | (Clarke/Bell) | 5:59     |  |
| 8.                 | «Senseless» (Remix)       | (Clarke/Bell) | 5:05     |  |

| EBX1.5 – It Doesn't Have to Be |                                                  |                                                     |          |  |
| N.º                            | Título                                           | Escritor(es)                                        | Duración |  |
| 1.                             | «It Doesn't Have to Be»                          | (ClarkeBell)                                        | 3:49     |  |
| 2.                             | «In The Hall Of The Mountain King»               | de la suite Peer Gynt No. 1 Opus 46 de Edvard Grieg | 2:35     |  |
| 3.                             | «It Doesn't Have to Be» (Boop Oopa Doo mix)      | (Clarke/Bell)                                       | 7:19     |  |
| 4.                             | «Who Needs Love (Like That)» (Betty Boop mix)    | Vince Clarke                                        | 7:33     |  |
| 5.                             | «It Doesn't Have to Be» (Cement mix)             | (Clarke/Bell)                                       | 5:35     |  |
| 6.                             | «Heavenly Action» (Holger Hiller remix)          | (Clarke/Bell)                                       | 4:30     |  |
| 7.                             | «In The Hall Of The Mountain King» (new version) | de la suite Peer Gynt No. 1 Opus 46 de Edvard Grieg | 2:58     |  |